# Darimosuvito Tokijan
Darimosuvito Tokijan (né le 14 février 1963 à Singapour) est un joueur de football international singapourien, qui évoluait au poste de milieu de terrain, avant de devenir ensuite entraîneur,.

## Biographie

### Carrière de joueur

#### Carrière en sélection
Il joue 23 matchs avec l'équipe de Singapour, inscrivant 11 buts, entre 1984 et 1992[réf. nécessaire].
Il participe avec l'équipe de Singapour à la Coupe d'Asie des nations de 1984.